# (100793) 1998 FJ76
(100793) 1998 FJ76 es un asteroide perteneciente al cinturón de asteroides descubierto el 24 de marzo de 1998 por el equipo del Lincoln Near-Earth Asteroid Research desde el Laboratorio Lincoln, Socorro, Nuevo México, Estados Unidos.

## Designación y nombre
Designado provisionalmente como 1998 FJ76.

## Características orbitales
1998 FJ76 está situado a una distancia media del Sol de 2,308 ua, pudiendo alejarse hasta 2,610 ua y acercarse hasta 2,005 ua. Su excentricidad es 0,131 y la inclinación orbital 7,463 grados. Emplea 1280,80 días en completar una órbita alrededor del Sol.

## Características físicas
La magnitud absoluta de 1998 FJ76 es 15,8. 